# Chionocharis hookeri
Chionocharis hookeri là loài thực vật có hoa trong họ Mồ hôi. Loài này được (C.B.Clarke) I.M.Johnst. mô tả khoa học đầu tiên năm 1924.